# Kylie Walker
Kylie Walker (1986) is een golfster uit Glasgow, Schotland. 

## Amateur
Sinds 2004 speelde Walker in het nationale team en sinds 2005 in het Britse team. 
In 2008 was ze de beste amateur in het Schots Open en mocht ze als winnares van het BMW Dubai Ladies Amateur Open ook aan het Dubai Ladies Open meedoen.

### Gewonnen
- 2004: NK Strokeplay U18
- 2005: Mackie Bowl
- 2006: Dumbartonshire Ladies County Championship
- 2007: Dumbartonshire Ladies County Championship
- 2008: Dumbartonshire Ladies County Championship, BMW Dubai Ladies Amateur Open, Riccarton Rosebowl Champion, St Rule Championship, Schotse ranking
- 2009: Dumbartonshire Ladies County Championship, Champions of Champions Cup

### Teams
- Vagliano Trophy (namens Groot-Brittannië en Ierland) : 2009
- Curtis Cup: 2006, 2010

## Professional
Haar eerste seizoen op de Ladies Tour was 2012. Haar beste resultaat was een 10de plaats bij het Schots Open. 

Bij het Dutch Ladies Open van 2013 miste ze de cut, maar in 2014 stond ze na ronde 1 en 2 aan de leiding. Na de laatste ronde volgde een play-off tegen Malene Jorgensen en Nikki Campbell. Met een birdie op de tweede extra hole behaalde Walker haar eerste overwinning. Haar tweede zege kwam in 2014 in het Ladies German Open met een score van -25.

### Gewonnen
- 2014: Dutch Ladies Open po
- 2014: Ladies German Open

### Teams
- Solheim Cup: 2012